# Lüsslingen
Lüsslingen is een plaats en voormalige gemeente in het Zwitserse kanton Solothurn en maakt deel uit van het district Bucheggberg.
Lüsslingen telt 494 inwoners.

## Geschiedenis
Op 1 januari 2013 is de gemeente gefuseerd met de gemeente Nennigkofen en hebben ze de nieuwe gemeente Lüsslingen-Nennigkofen gevormd. 